# 大津奈美子
大津 奈美子（おおつ なみこ、1月12日 - ）は、日本の女性声優・ナレーター。

## 来歴・人物
香川県高松市出身。
FMマリノ(78.0MHz) パーソナリティ（1996年-2001年）
大阪のタレント事務所キャラ所属ナレーター、声優（2001年-2012年）
2013年からはフリーのナレーター、声優、アナウンサー、FM香川パーソナリティ、MC、講師として　関西、広島、四国で活躍中。
趣味は三味線、日本民謡、登山。

## 出演作品

### 番組ナレーション
- 発見!仰天!!プレミアもん!!! 土曜はダメよ!（2003年 - 、讀賣テレビ） - 小枝不動産、ダメヨちゃん
- ギョーテン!企業情報!!小枝カンパニー（讀賣テレビ）
- わがまま気まま旅気分（BSフジ）
- 旅っきり!〜ふれあい紀行〜（関西テレビ）
- マタニティーカーニバル（テレビ大阪）
- ゲレンデGirl（瀬戸内海放送）

### 音声案内
- パナソニック ICレコーダー
- 新生銀行レイクATM

### ゲーム
- THE KING OF FIGHTERS XIV（2016年、ムイムイ[2]）

### パチスロ
- ドラゴンギャル〜双龍の闘い〜

### 吹き替え
- 結婚って、幸せですか（台湾ドラマ）　ルイシュエン

### ラジオ番組
- FM香川　「Brillante!　四国の輝く人たち」「多度津Express旅はここから！」

### 舞台
- 第四回・第五回UDON楽「カウントダウン高松」司会「大津奈美子」

- サンポートホール高松主催事業　瀬戸フィルティータイムコンサート　司会「大津奈美子」

## 書籍
- 文化たかまつ　2018涼風号　15ページ　ひと紀行コーナー　執筆　大津奈美子　　高松市文化協会発行